# 조니 러핀
조니 러핀 (1971년 7월 29일 ~ )은 미국의 전 야구 선수다.

## 마이너리그 1기
1988년 시카고 화이트삭스에 지명되었으며 이후 주로 선발 투수로 뛰며 1993년까지 루키리그부터 트리플 A 리그까지 거쳤다.

## 신시내티 레즈 시절
1993년 신시내티 레즈 소속으로 메이저리그 데뷔전을 치렀다. 이후 1995년까지 중간계투로 뛰면서 매년 3점대 이하의 평균자책점을 내며 좋은 모습을 보였지만, 1996년 5점대 평균자책점으로 부진했다.

## 포터킷 레드삭스 시절
1997년 입단하여 6경기 1패 4.50의 평균자책점으로 평범한 모습을 보였다.

## 긴테쓰 버펄로스 시절
1997 시즌 중 일본 프로야구로 진출해 긴테쓰 버펄로스에 입단했다. 일본 프로 야구 데뷔전에서 선발로 등판하여 5이닝 3실점을 기록했다.

## 마이너리그 2기
1998년부터 1999년까지 트리플 A 리그에서 뛰며 거친 세 팀에서 모두 3.00 이하의 평균 자책점을 기록하며 좋은 모습을 보여주었다.

## 애리조나 다이아몬드백스 시절
2000년 애리조나 다이아몬드백스에 입단하여 4년만에 다시 메이저리그에 출전하게 되었으나 5경기 9.00의 평균자책점으로 부진하여 트리플 A로 내려갔다. 트리플 A에서는 클로저를 맡아 20세이브를 올리며 활약했다.

## 플로리다 말린스 시절
2001년 입단했다. 메이저리그에서는 부진했으나, 트리플 A에서는 작년과 마찬가지로 클로저를 맡아 22세이브를 올렸다.

## 마이너리그 3기
2001 시즌 중 루이빌 배츠에 입단함으로써 3년만에 돌아오게 되었다. 2001년에는 마무리로 뛰었으며, 2002 시즌 중 팀을 떠나게 되었다.

## SK 와이번스 시절
2002년 2월  오키나와 전지훈련 도중 무릎을 다쳐 퇴출된 카스텔라노의 대체 선수로  SK 와이번스에 입단하여 주로 셋업맨으로 뛰었다. 등번호는 38번이었다. 9경기 1승 2.60의 평균자책점을 기록했으나, 구속과 제구에 문제점을 보여 5월에 퇴출되었으며 이 때문에 시즌 전 선발로 낙점된 조규제가 마무리로 보직을 변경했는데 그 당시 SK는 선발요원으로 활약하던 에르난데스가 전년도 210이닝을 던진 탓인지 5월 9일 대구 삼성전에서 오른팔 통증을 호소하여 1회 첫 타자만 상대하고 강판당해 시즌을 마감하여   투수진이 부실해졌다.
이렇게 되자 조규제가 6월 초부터 선발로 복귀했으나 같은 달 19일 LG전 선발 등판한 후 허벅지 근육통을 호소해 2군으로 내려갔고 이에 SK는 7월 20일  롯데에  에르난데스 윤재국 박남섭을 넘겨주는 대신 매기 조경환을 받아들였는데 이들 중 매기는 7월 7일 두산 더블헤더 1차전을 통해 복귀(선발)했지만 5이닝을 채우지 못한 채 강판당한 조규제의 대체요원으로 쓰기 위해 영입했으며 조규제는 8경기 선발등판에서 1승을 거두는 데 그쳤다.
그러나, 매기는 SK 이적 후 위력이 갈수록 떨어져 6승 9패(롯데 - 4승 5패 SK - 2승 4패)에 그쳤고 이 해를 끝으로 한국을 떠나야 했다.

## 독립리그 시절
2003년 내슈아 프라이드에서는 마무리를 맡아 4세이브를 올렸다. 2004년 펜실베니아 로드 워리어즈를 끝으로 은퇴했다.